# 이윤우 (1946년)

이윤우(李潤雨, 1946년 6월 26일~)는 대한민국의 기업인이다. 본관은 경주 이씨이다. 경상북도 월성군 출신으로, 서울대학교 전자공학과를 졸업하였다. 배우자는 최형인이다.
1966년 삼성전관에 입사하여,  1984년 삼성반도체 이사, 1996년 삼성전자 대표이사, 2005년 기술총괄겸 대외협력담당 부회장, 2008년 대표이사 부회장을 지냈다. 2010년 12월 사장단 인사에서 삼성전자 대표이사직을 면하고, 삼성전자 부회장으로서 삼성그룹의 대외 대표 역할을 맡게 되었다.
2011년 12월 부회장에서도 물러나 삼성전자 상임고문에 위촉되었다.